# Samuel Owusu Agyei
Samuel Owusu Agyei ist ein führender Politiker in Ghana. Im Kabinett unter Präsident John Agyekum Kufuor ist er seit dem 1. August 2007 Minister für die Reform des öffentlichen Dienstes als Amtsnachfolger von Paa Kwesi Nduom.
Agyei stammt aus Winneba in der Central Region. Im Jahr 1975 beendete er seinen Masterstudiengang in Wirtschaftswissenschaften an der University of Wales. Er arbeitete im Ministerium für Gesundheit als Direktor, bevor er bei den Wahlen 2004 erstmals für den Wahlkreis Effutu in der Central Region in das ghanaische Parlament einzog.